# Medalha Giorgio Quazza
A Medalha Giorgio Quazza (em inglês:  Giorgio Quazza Medal) é um prêmio concedido pela Federação Internacional de Controle Automático (IFAC) a um engenheiro de controle, apresentado em cada Congresso Mundial Trienal Internacional da IFAC. Foi estabelecido em 1979, como um memorial a Giorgio Quazza, um engenheiro eletricista e de controle italiano que serviu a IFAC em muitas funções da maneira mais distinta. O prêmio é concedido por "contribuições ao longo da vida de um pesquisador e/ou engenheiro por fundamentos conceituais no campo de sistemas e controle".

## Recipientes
- 1981: John Flavell Coales
- 1984: Yakov Z. Tsypkin
- 1987: Karl Johan Åström
- 1990: Petar V. Kokotovic
- 1993: Edward J. Davison
- 1996: Alberto Isidori
- 1999: Brian Anderson
- 2002: Lennart Ljung
- 2005: Tamer Başar
- 2008: Graham Goodwin
- 2011: Hidenori Kimura[2]
- 2014: David Mayne
- 2017: Roger Ware Brockett[3]
- 2020: Walter Murray Wonham[4]